# Bernard de Lattre de Tassigny
Bernard de Lattre de Tassigny (Parigi, 11 febbraio 1928 – Ninh Bình, 30 maggio 1951) è stato un ufficiale francese caduto in combattimento sul monte Non Nuoc, in Vietnam.

## Biografia
Figlio unico del maresciallo di Francia Jean de Lattre de Tassigny e Simonne Calary de Lamazière, nacque a Parigi nel 16º arrondissement l'11 febbraio 1928. Il 3 settembre 1943, con la madre e poi con l'aiuto della Resistenza, organizzò la fuga del padre dal carcere di Riom. Il generale de Lattre, schieratosi con De Gaulle, si unì alle forze della Francia libera a Londra nell'ottobre 1943 e poi ad Algeri in dicembre. Per Bernard de Lattre e sua madre seguì un periodo di clandestinità che terminò solo con la loro fuga organizzata dalla Resistenza e dai servizi segreti britannici.
Partiti da Parigi il 30 marzo 1944, attraversarono la Francia, poi la Spagna - tra il 21 aprile e il 7 maggio - per raggiungere Algeri, passando per Gibilterra. Desideroso di unirsi alle forze francesi libere, Bernard de Lattre venne considerato troppo giovane per essere ammesso nell'esercito di liberazione che si prepara allo sbarco in Provenza; tuttavia, di fronte alla sua volontà di combattere, il generale De Gaulle gli concesse un'esenzione d'età. L'8 agosto 1944 fu assegnato al 2º Reggimento Dragoni. Durante la battaglia per la liberazione di Autun, l'8 settembre 1944, rimase gravemente ferito. Ricevette la medaglia militare dalle mani del colonnello Demetz, comandante del reggimento, durante un raduno militare a Masevaux il 23 febbraio 1945, durante il quale suo padre gli diede pubblicamente un abbraccio.
Entrò nella scuola militare interarma il 1º agosto 1945 (promozione della vittoria), scelse l'arma corazzata e di cavalleria quando raggiunse la promozione ad Aspirante, il 26 novembre 1945. Allievo presso la scuola di cavalleria di Saumur, fu nominato sottotenente il 26 novembre 1946. Quindi assegnato al 4º Reggimento di corazzieri, a Mourmelon-le-Grand, e fu promosso tenente il 26 novembre 1948.
Lasciò la Francia metropolitana per l'Indocina il 1º luglio 1949. Comandante di un plotone corazzato del 1º Reggimento di cacciatori, fu comandante della postazione Yen My, che controllava quindici villaggi e una popolazione di circa 20 000 abitanti. Ottenne una menzione d'onore all'ordine della brigata il 21 aprile 1950.
Il 6 dicembre 1950, suo padre, il generale De Lattre, divenne Alto Commissario, Comandante in capo in Indocina e Comandante in capo della Forza di spedizione francese in Estremo Oriente. Bernard de Lattre assunse il comando di uno squadrone composto in gran parte da volontari vietnamiti il 1º marzo 1951. Dopo i combattimenti a Maï Dien, fu chiamato all'ordine del corpo d'armata l'11 maggio. Morì alla guida dei suoi uomini il 30 maggio 1951, sul monte Non Nuoc vicino a Ninh Binh, nel Tonchino, durante l'offensiva del Vietminh che segnò l'inizio della battaglia di Day, nel corso della Guerra d'Indocina.
Il suo funerale fu celebrato nella Cattedrale Saint-Joseph di Hanoi (conosciuta come la Cattedrale dei Martiri di Hanoi), alla presenza del padre. Le sue spoglie e quelle del tenente Mercier e del brigadiere Mellot, caduti al suo fianco, furono poi rimpatriate in Francia, accompagnate dal generale De Lattre, dove fu organizzata una cerimonia ufficiale, in forma di tributo ai combattenti dell'Indocina, nella cattedrale di San Luigi degli Invalidi a Parigi.
La morte di Bernard de Lattre ebbe un'ampia risonanza sulla stampa nazionale e internazionale, in particolare attraverso articoli su Le Figaro, Le Monde, Paris Match, The New York Times e sulla rivista Time. Il suo funerale è stato presentato in LIFE as Picture of the Week.
La tomba di Bernard de Lattre de Tassigny si trova nel cimitero di Mouilleron-en-Pareds, accanto a quelle dei suoi genitori.